# بينديتا البرتغالية
انفانتا بينديتا البرتغالية (بالبرتغالية: Maria Francisca Benedita de Bragança‏) (25 يوليو 1746- 18 أغسطس 1829)؛ كانت انفانتا البرتغال وهي ابنة الصغرى لوالديها جوزيه الأول ملك البرتغال وانفانتا ماريانا فيكتوريا الإسبانية، ولدت في لشبونة وسميت بهذا الاسم تيمناً لبابا بندكت الرابع عشر وتلقت تعليمها في الموسيقى عن طريق دافيدي بيريز، وفي 21 فبراير 1777 تزوجت من ابن شقيقتها جوزيه أمير بيرا بعد ثلاثة أيام من الزفاف توفي والدها وأصبحت أختها ماريا فرانسيسكا ملكة البرتغال وأصرت على تتويج عمها الذي هو زوجها ملكاً على البرتغال تحت مسمى بيدرو الثالث، وأصبحت بذلك هي وزوجها أمير وأميرة البرازيل، ولكن زوجها توفي في عام 1788 عن عمر يناهز 27 سنة، وأصبحت تعرف أرملة أميرة البرازيل حتى وفاتها وعلى العكس أرمل الأخرى اللتان ينشؤون الكنائس والأديرة ومؤسسات خيرية فهي قامت بإنشاء مستشفى عسكري وأيضا غادرت مع العائلة المالكة نحو البرازيل عام 1807 ورجعت معهم وتوفيت خلال عهد حفيد شقيقتها ميغيل الأول عام 1829 عن عمر يناهز 83 سنة، ودفنت في المقبرة الملكية لعائلة الحاكمة.